# Forteresse de Modlin
Pour les articles homonymes, voir Modlin.

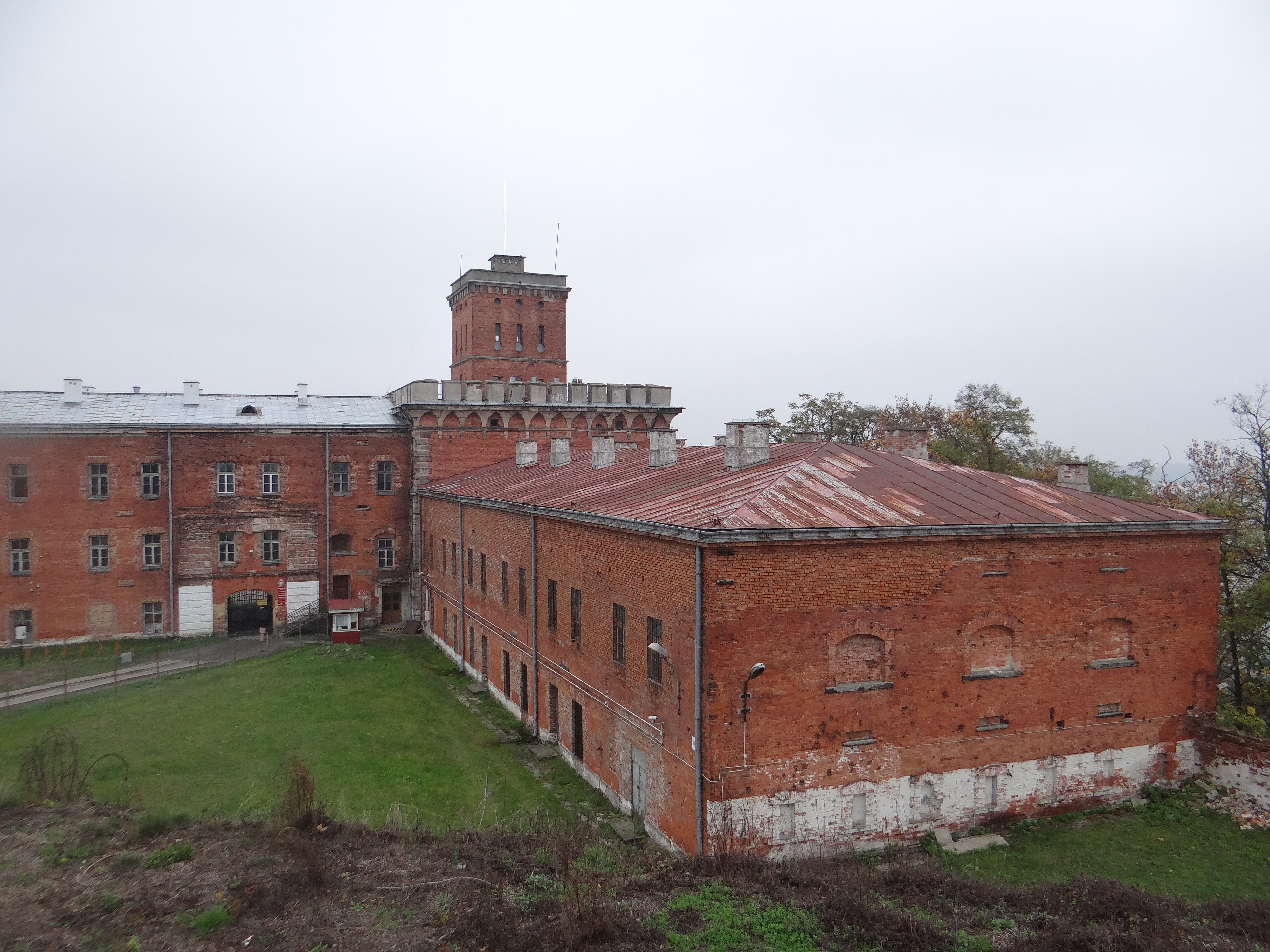
Forteresse de Modlin (Tour des Tatars)

La forteresse de Modlin, bâtie au début du XIXe siècle, est l’une des plus imposantes de Pologne.
Située à 35 km au nord-ouest de Varsovie, au confluent de la Vistule et du Narew, elle était un des verrous de la défense de la capitale.

## Historique
Les travaux de construction débutent à l'époque du duché de Varsovie (1807-1815), sur un ordre donné en décembre 1806 par Napoléon de fortifier Wyszogród, Modlin, Serock et Praga afin d'assurer une meilleure défense de Varsovie.
La forteresse de Modlin est attaquée par l'armée russe en 1813 après la retraite de Russie. La garnison (5 200 soldats) formés de Polonais (4 000), de Français et d'Allemands résiste à l'assaut dirigé par le général Ivan Paskevitch à partir de février 1813 et ne capitule que le 1er décembre.
À l'époque du royaume de Pologne, la forteresse joue un rôle pendant l'insurrection de Novembre (1830-1831), sous le commandement du général Ignace Ledochowski. Attaquée le 8 septembre (jour de la prise de Varsovie par les Russes), elle capitule le 9 octobre, alors que toute résistance est devenue inutile.
Des travaux importants ont lieu à partir de 1832 à l'initiative du gouvernement dirigé par Ivan Paskevitch, devenu vice-roi (namiestnik) de Pologne. En 1835, la citadelle est baptisée Novogeorgievsk. De nouveaux travaux ont lieu en 1864, après l'insurrection de Janvier 1863.
Au XXe siècle, la citadelle est attaquée et capturée à deux reprises par les Allemands : en 1915 et en 1939.
À l'heure actuelle, certaines parties de la forteresse sont entretenues et peuvent être visitées, mais l’Armée polonaise continue à exploiter certaines infrastructures tandis que d’autres forts, abandonnés, sont en très mauvais état, pillés et vandalisés.

## Structure de la forteresse
- La citadelle avec ses bâtiments intérieurs : poudrières, entrepôts, casernes ;
- Un premier anneau de 8 forts ;
- Un deuxième anneau de 10  forts (11 à l'origine) et de 7 ouvrages défensifs (12 à l'origine) ;
- Les restes des fortifications polonaises de 1939.